# Contea di Warren (Mississippi)
La contea di Warren (in inglese Warren County) è una contea dello Stato del Mississippi, negli Stati Uniti. La popolazione al censimento del 2000 era di 49 644 abitanti. Il capoluogo di contea è Vicksburg.